# ヒューランド
ヒューランド（Hewland Engineering ）は、イギリスの自動車用変速機開発・販売メーカー。1957年創業。

## 歴史
1957年にマイク・ヒューランドによって創業された。1958年にUDTレイストール・レーシング・チーム(UDT Laystall Racing Team)からF2用のギヤボックスの製作を依頼された。ヒューランドはフォルクスワーゲン・ビートルのギアボックスをベースにマグネシウム製のケーシングに改良を施し、天地を逆転させた。これがMk.1と呼ばれる初作品であった。
その後もディファレンシャルの改良や自製のサイドプレートを採用するなどさらなる改良を施し、Mk.4にまで発展した。Mk.4は年間500基以上の大ヒットとなり、ビートルベースのギアボックスは最終的に1万基以上製作したと後にヒューランドは語っている。
1970年には創業者であるヒューランドが the prestigious Ferodo Trophy を受賞した。これはイギリスのモータースポーツに関する賞である。ヒューランド製のパーツを使用したマシンが7つの世界選手権を制した。

### F1
1963年には最初のF1用ギヤボックスであるHD4,HD5（4/5速、HDは「Heavy Duty」の略）が供給された。1964年にはHD4を搭載したブラバムBT7を駆るダン・ガーニーのドライブでフランスGPにて初勝利をあげた。1966年からの3L時代にはDG300（5速・F1/スポーツカー用）が、1968年には発展系であるFG400（5速、FGはFucking Gearbox＝くそったれなギアボックスの意）がデビューした。DFV時代、多くのチームでFG400が使用された。
1970年代のF1においては、同時期にフォード・コスワース・DFVエンジンが市販されていたこともあり、ヒューランドのギヤボックスとともに購入し、それをシャーシに搭載して（いわゆるキットカー）F1に参戦するチーム（ロータス、ブラバム、マクラーレン、ティレル、ウィリアムズ、エンサイン、ウルフ、フィッティパルディ、コジマなど）が多数存在した。一時期、フェラーリ以外のチームすべてがヒューランド製ギヤボックスを使用していた時期もあった。
1972年にはFG400の発展系であるFGA（5/6速）が、1978年にはケーシングを新規設計したFGB（5速）が、さらにその発展系であるFGC（5速・F1/F3000用）がデビューするなど精力的な活動を展開していた。
しかし、1977年からF1マシン開発に新たな流れができた。それはグラウンド・エフェクトだった。マシン下部の形状を空力に特化させるため、マシン最後部にあったギヤボックスが設計に制約を与えるようになってしまった。そこで各チームは独自のギヤボックスを設計するようになった。しかし、ギヤボックス内部の部品には従来のヒューランド製を使用し続けるチームも多かった。

### F2/F3
1963年に発表されたMk.3はF3用、1966年のFT200と1968年のMk.7はF2用として製作された。

## 現在
スーパーGT、USCC、DTM、フォーミュラE、ル・マン24時間レースなど、多数のレースで多くのチームをサポートしている。